# توماس هايند
توماس هايند (بالإنجليزية: Thomas Hinde)‏ هو مستكشف أمريكي، ولد في 10 يوليو 1737 في أكسفوردشير في المملكة المتحدة، وتوفي في 28 سبتمبر 1828 في نيوبورت في الولايات المتحدة.